# مونتو (أنمي)
مونتو (باليابانية: ムント، بالروماجي:  Munto) هي أوفا تتكون من حلقتين من إنتاج استوديو كيوتو أنيميشن، عرضت الحلقة الأولى في 18 مارس عام 2003، وبلغت مدتها 52 دقيقة، وعرضت الحلقة الثانية 23 أبريل عام 2005، وبلغت مدتها 58، أقتُبست إلى أنمي تلفزيوني من إنتاج كيوتو أنيميشن، عرض في 14 يناير عام 2009 حتى 11 مارس عام 2009، على تلفزيون تشيبا، وتكون من 9 حلقات.

## القصة
في الماضي البعيد لـ  مونتو  عندما لم يكن عالم السماوات موجودًا، عاش البشر حضارة مزدهرة. في يوم من الأيام، سقطت كائنات من أصول مجهولة من السماء وعلى العالم البشري. يمكن لهذه الكائنات السيطرة على قوة تسمى أكوتو، أو العواطف البشرية. يمكن أن يأخذوا الروح البشرية، التي هي تراكم من المشاعر، الرغبات والأحلام وتحويل ذلك إلى قوة بدنية أو جسم مادي. هذه الكائنات، مهووسة بسلطاتهم، دمرت الحضارة الإنسانية في غضون بضعة أيام. ومع ذلك لم يدركوا أن البشر خلقوا أكوتو. هؤلاء الكائنات الذين نزلوا من السماء قتلوا من مصدر قوتهم. ثم اكتشفوا العديد من الأكوان البديلة التي يمكن أن يجتذبوا منها أكثر من أكوتو. استنفدت جميع الأبعاد الأخرى من أكوتو واستخدمته لإنشاء إمبراطوريتهم الخاصة في السماء فوق البشر. عرفت هذه الحضارة الجديدة باسم السماوات وسكنت من قبل الكائنات السماوية التي تسيطر على أكوتو.

## الشخصيات

### الشخصيات الأراضية
يوميمي هيداكا (باليابانية: 日高 ユメミ، بالروماجي: Hidaka Yumemi)
مؤدية الصوت: هارونا ميما (أوفا)
ماي أيزاوا (أنمي)
إتشيكو أونو (باليابانية: 小野 以知子، بالروماجي: Ono Ichiko)
مؤدية الصوت: كايوكو ساتوي (أوفا l)
كاوري شيميزو (أوفا ll)
تشيكا هوريكاوا (أنمي)
سوزومي إينامورا (باليابانية: 今村 涼芽، بالروماجي: Inamura Suzume)
مؤدية الصوت: أيانو ساساكي (أوفا l)
ريي كوغيميا (أوفا ll)
هيرومي كونو (أنمي)
كازويا تاكاموري (باليابانية: 高森 和也، بالروماجي: Takamori Kazuya)
مؤدي الصوت: شوغو ماتسوي (أوفا)
شينيا تاكاهاشي (أنمي)
تاكاشي (باليابانية: 貴志، بالروماجي: Takashi)
مؤدية الصوت: هيرو شيمونو(أوفا)
كاورو ميزوهارا (أنمي)
شيغيرو هيداكا (باليابانية: 日高 茂، بالروماجي: Hidaka Shigeru)
مؤدي الصوت: ماسافومي كيمورا(أوفا ll)
هيروكازو هيراماتسو (أنمي)
نوزومي هيداكا (باليابانية: 日高 望み، بالروماجي: Hidaka Nozomi)
مؤدية الصوت: كيناكو كوري(أوفا l)
 أسوكا تاني(أوفا ll)
 كيكوكو إينوي(أنمي)
تشيكارا هيداكا (باليابانية: 日高 力، بالروماجي: Hidaka Chikara)
مؤدية الصوت: مامي هامادا (أوفا) 
أيا أوتشيدا (أنمي)

### الشخصيات االسماوية
مونتو (باليابانية: ムント، بالروماجي: Munto)
مؤدي الصوت: مازاكازو هيغو (أوفا)
دايسكي أونو (أنمي)
ريويري (باليابانية: リュエリ، بالروماجي: Ryueri)
مؤدية الصوت: نوري ساواي (أوفا)
ريوكو تاناكا (أنمي)
غاسو (باليابانية: ガス، بالروماجي: Gasu)
مؤدي الصوت: يوشينوري شيما(أوفا)
تيتسو إينادا (أنمي)
إيريتا (باليابانية: イリタ، بالروماجي: Irita)
مؤدية الصوت: أيانو ساساكي (أوفا)
ماكي تسوتشيا (أنمي)
غونتارو (باليابانية: グンタール، بالروماجي: Guntāru)
مؤدي الصوت: كوتشي كاواشيما (أوفا)
نوريو واكاموتو(أنمي)
توتشي (باليابانية: トーチェ، بالروماجي: Touche)
مؤدية الصوت: مامي هامادا (أوفا)
ميغومي ماتسوموتو(أنمي)
سفن هيدز
رايكا (باليابانية: ライカ، بالروماجي: Raika)
مؤدية الصوت: سونوكو كاواتا (أوفا)
 فوكو سايتو (أنمي)

## وصلات خارجية
- الموقع الرسمي (باليابانية)
- مونتو عند Central Park Media (باليابانية)

مونتو على موقع IMDb (الإنجليزية)
- مونتو على موقع IMDb (الإنجليزية)
- مونتو على موقع قاعدة بيانات الفيلم (الإنجليزية)
- مونتو على موقع ليتربوكسد (الإنجليزية)
- مونتو على موقع كينوبويسك (الروسية)
- مونتو على موقع قاعدة بيانات الفيلم (الإنجليزية)
- مونتو على موقع ANN anime (الإنجليزية)